# Vigo Rendena
Vigo Rendena é uma comuna italiana da região do Trentino-Alto Ádige, província de Trento, com cerca de 406 habitantes. Estende-se por uma área de 4 km², tendo uma densidade populacional de 102 hab/km². Faz fronteira com Pelugo, Montagne, Villa Rendena, Darè.